# Inverinate
Inverinate (Schots-Gaelisch: Inbhir Ìonaid) is een dorp in de Schotse lieutenancy Ross and Cromarty in het raadsgebied Highland.